# Paul Dubrulle
Paul Dubrulle, né le 11 mai 1882 à Isbergues dans le Pas-de-Calais et mort pour la France devant Craonne dans le département de l'Aisne le 16 avril 1917, est un prêtre jésuite et écrivain français du XXe siècle. Son nom est inscrit au Panthéon dans la liste des 560 écrivains morts pour la France.

## Biographie
Paul Jules Hermant Dubrulle, né le 11 mai 1882 à Isbergues, est le fils d'Émile François Joseph Dubrulle (1842-), charron et de Marie Lucie Prudence Gueldaf (1853-1887).
Après la perte de sa mère quand il a à peine cinq ans, sa vie d'enfant est ballottée par l'ambition paternelle qui le place au collège Sainte-Marie à Aire-sur-la-Lys puis le retire pour en faire un apprenti à quatorze ans,.
En octobre 1901, âgé dix-neuf ans, il s'engage pour quatre ans au 33e régiment d'infanterie à Arras. Il est nommé caporal en juin 1902 et sergent en décembre de la même année. Libéré après ces quatre années de service militaire, il entre au noviciat de la Compagnie de Jésus au collège Saint-Jean Berchmans à Florennes en Belgique où il poursuit des études littéraires. Un frère aîné missionnaire en Ouganda n'est peut-être pas étranger à cette vocation religieuse. Après Florennes, il habite successivement à Gemert et au Collège Saint-Augustin à Enghien.
Le jour de la mobilisation, 2 août 1914, il est ordonné prêtre et rappelé à l’activité comme sergent-fourrier au 73e régiment d'infanterie. Il est envoyé au dépôt du régiment à Saint-Astier, près de Périgueux et y reste neuf mois. En mai 1915, il est incorporé à une compagnie de renforts qui rejoint le 8e régiment d'infanterie à Cumières et monte en première ligne à l'ouest de Reims dans le secteur de La Ville-aux-bois en juin.
En février 1916, son régiment est envoyé sur la croupe d'Haudromont à l'ouest du massif de Douaumont, c'est le début de la bataille de Verdun,. Le récit de la période qu'il passe au front à Verdun, du 27 février au 8 mars 1916, constitue la première des trois parties de son témoignage Mon régiment dans la fournaise de Verdun et dans la bataille de la Somme,.
À l'issue de cet épisode, il est cité à l’ordre de la brigade : « Au combat du 27 février, s’est montré aussi courageux que brave, a transmis des ordres sous un feu particulièrement violent se signalant par son courage et un mépris absolu du danger. Prêtre en temps de paix, a assisté dans ses derniers moments son chef de bataillon mortellement blessé ».
Entre avril et juillet 1916, le régiment est posté dans le secteur de Troyon, dans l'Aisne. C'est une période plus tranquille, décrite dans la seconde partie de son ouvrage et intitulée La Guerre de détail.
Son régiment se porte ensuite sur les champs de bataille de la Somme qui font l'objet de la troisième partie de son récit, s'étendant du 10 septembre au 4 octobre 1916, dans les combats au sud-est de Combles. Il est promu sous-lieutenant le 5 octobre 1916 et suit des cours d'officier en janvier 1917 avant de rejoindre les tranchées en Champagne.
Paul Dubrulle est tué le 16 avril 1917 au bastion de Chevreux, près de Craonne, lors de la bataille du Chemin des Dames,, le même jour que le sous-lieutenant Louis Mairet, du même régiment. La citation à l'ordre de l'armée en précise les circonstances : « sous-lieutenant à la 6e compagnie du 8e régiment d'infanterie : officier d'un sang-froid et d'une bravoure incomparables, modèle d'abnégation et de devoir, adoré de ses hommes. Tué d'une balle en plein front, en entrainant avec ardeur sa section à l'assaut sous les rafales des mitrailleuses ennemies, le 16 avril 1917 ».
Il est inhumé à la nécropole nationale de Pontavert (tombe 1514).

## Œuvres principales: ses impressions de prêtre soldat
- Mon régiment dans la fournaise de Verdun et dans la bataille de la Somme : impressions de guerre d'un prêtre soldat (préf. Henry Bordeaux), Paris, Plon, 1917 (lire en ligne)

Son récit de combattant porte essentiellement sur l’année 1916 et les trois secteurs de Verdun, Troyon et la Somme.
Jean Norton Cru compte l'ouvrage de Paul Dubrulle parmi les assez bons témoignages (catégorie III) dans Témoins, son étude extensive sur les écrits des combattants de la Grande Guerre. Il déplore dans son récit « des passages de la pire littérature de guerre », en particulier dans la première partie sur Verdun, mais souligne la qualité générale de son témoignage et souligne des « parties excellentes » sur les détails matériels du bombardement par l'artillerie lourde et l'analyse des réactions psychologiques qu'il cause chez les soldats.
Il cite : « À ce régime, les nerfs les plus solides ne peuvent résister longtemps ; le moment arrive vite où le sang monte à la tête, où la fièvre brûle le corps et où les nerfs usés deviennent incapables de réagir […] Oh ! alors, quelle horreur, lorsqu'on entend poindre dans le lointain le souffle ténu, lent, et que subitement l'on perçoit les nuances spéciales de l'obus personnel, l'accélération extrêmement rapide, le crescendo brutal du sifflement. Alors, l'on est crispé depuis la pointe des cheveux jusqu'à la plante des pieds, et l'on attend dans une sorte d'agonie […] le coup suprême […] l'on est submergé dune douleur intense […] c'est la chair qui se cabre devant le traitement infligé, c'est la révolte de notre être nerveux contre des chocs qui dépassent sa force de réceptivité, mais c'est surtout l'horreur du néant — je ne saurais dire autrement — de la dislocation […] L'usure des nerfs s'accentua ; bientôt elle fut extrême et, véritables loques, nous nous abandonnâmes ; désespérés de vivre sous une telle horreur, nous demandions à Dieu non pas de nous faire mourir — le passage est trop atroce — mais d'être morts ; nous n'avions qu'un désir : la fin ! »

## Récompenses et distinctions

### Décorations
- Chevalier de la Légion d'honneur, à titre posthume, Journal officiel du 5 février 1920[25]

## Hommages
- Le nom de Paul Dubrulle est inscrit au Panthéon dans la liste des 560 écrivains morts pour la France[26].
- Son nom figure sur les plaques commémoratives des prêtres et séminaristes du Pas-de-Calais à Arras, sur les monuments aux morts d'Isbergues et d'Enghien[27].